# Africký pohár národů 1992
Africký pohár národů 1992 bylo 18. mistrovství pořádané fotbalovou asociací CAF. Vítězem se stala Fotbalová reprezentace Pobřeží slonoviny. Závěrečný turnaj byl od tohoto ročníku rozšířen na 12 týmů.

## Kvalifikace
Hlavní článek: Kvalifikace na Africký pohár národů 1992

## Základní skupiny

### Skupina A
| Tým     | B | Z | V | R | P | VG | IG | +/- |
| ------- | - | - | - | - | - | -- | -- | --- |
| Nigérie | 4 | 2 | 2 | 0 | 0 | 4  | 2  | +2  |
| Senegal | 2 | 2 | 1 | 0 | 1 | 4  | 2  | +2  |
| Keňa    | 0 | 2 | 0 | 0 | 2 | 1  | 5  | -4  |

| 12. ledna 1992       |     |             |                                                                           |
| Nigérie              | 2:1 | Senegal     | Stade Leopold Senghor, Dakar diváci: 60 000 rozhodčí: Nizar Watti (Syria) |
| Siasia 13' Keshi 89' |     | Bocandé 36' | Stade Leopold Senghor, Dakar diváci: 60 000 rozhodčí: Nizar Watti (Syria) |

| 14. ledna 1992 |     |                  |                                                                             |
| Nigérie        | 2:1 | Keňa             | Stade Leopold Senghor, Dakar diváci: 5 000 rozhodčí: Kadry Abdelazim (Egypt |
| Yekini 7', 15' |     | Veche 89' (pen.) | Stade Leopold Senghor, Dakar diváci: 5 000 rozhodčí: Kadry Abdelazim (Egypt |

| 16. ledna 1992                  |     |      |                                                                          |
| Senegal                         | 3:0 | Keňa | Stade Leopold Senghor, Dakar diváci: 50 000 rozhodčí: Yenog Omar (Congo) |
| Sané 46' Bocandé 68' Riagne 89' |     |      | Stade Leopold Senghor, Dakar diváci: 50 000 rozhodčí: Yenog Omar (Congo) |

### Skupina B
| Tým     | B | Z | V | R | P | VG | IG | +/- |
| ------- | - | - | - | - | - | -- | -- | --- |
| Kamerun | 3 | 2 | 1 | 1 | 0 | 2  | 1  | +1  |
| Zair    | 2 | 2 | 0 | 2 | 0 | 2  | 2  | 0   |
| Maroko  | 1 | 2 | 0 | 1 | 1 | 1  | 2  | -1  |

| 12. ledna 1992 |     |        |                                             |
| Kamerun        | 1:0 | Maroko | Stade Leopold Senghor, Dakar diváci: 60 000 |
| Kana-Biyik 23' |     |        | Stade Leopold Senghor, Dakar diváci: 60 000 |

| 14. ledna 1992 |     |          |                                            |
| Maroko         | 1:1 | Zair     | Stade Leopold Senghor, Dakar diváci: 5 000 |
| Rokbi 89'      |     | Kona 89' | Stade Leopold Senghor, Dakar diváci: 5 000 |

| 16. ledna 1992 |     |          |                                             |
| Kamerun        | 1:1 | Zair     | Stade Leopold Senghor, Dakar diváci: 10 000 |
| Omam-Biyik 15' |     | Tueba 1' | Stade Leopold Senghor, Dakar diváci: 10 000 |

### Skupina C
| Tým               | B | Z | V | R | P | VG | IG | +/- |
| ----------------- | - | - | - | - | - | -- | -- | --- |
| Pobřeží slonoviny | 3 | 2 | 1 | 1 | 0 | 3  | 0  | +3  |
| Konžská republika | 2 | 2 | 0 | 2 | 0 | 1  | 1  | 0   |
| Alžírsko          | 1 | 2 | 0 | 1 | 1 | 1  | 4  | -3  |

| 13. ledna 1992                     |        |          |                                                                                              |
| Pobřeží slonoviny                  | 3:0    | Alžírsko | Stade Aline Sitoe Diatta, Ziguinchor diváci: 5 000 rozhodčí: Mohamed Hounnake-Kouassi (Togo) |
| A. Traoré 14' Fofana 25' Tiéhi 89' | Report |          | Stade Aline Sitoe Diatta, Ziguinchor diváci: 5 000 rozhodčí: Mohamed Hounnake-Kouassi (Togo) |

| 15. ledna 1992    |     |                   |                                                                                     |
| Pobřeží slonoviny | 0:0 | Konžská republika | Stade Aline Sitoe Diatta, Ziguinchor diváci: 5 000 rozhodčí: Rafhidi Ali (Tanzania) |
|                   |     |                   | Stade Aline Sitoe Diatta, Ziguinchor diváci: 5 000 rozhodčí: Rafhidi Ali (Tanzania) |

| 17. ledna 1992 |        |                   |                                                                                           |
| Alžírsko       | 1:1    | Konžská republika | Stade Aline Sitoe Diatta, Ziguinchor diváci: 5 000 rozhodčí: Christopher Musaabi (Uganda) |
| Bouiche 44'    | Report | Tchibota 6'       | Stade Aline Sitoe Diatta, Ziguinchor diváci: 5 000 rozhodčí: Christopher Musaabi (Uganda) |

### Skupina D
| Tým    | B | Z | V | R | P | VG | IG | +/- |
| ------ | - | - | - | - | - | -- | -- | --- |
| Ghana  | 4 | 2 | 2 | 0 | 0 | 2  | 0  | +2  |
| Zambie | 2 | 2 | 1 | 0 | 1 | 1  | 1  | 0   |
| Egypt  | 0 | 2 | 0 | 0 | 2 | 0  | 2  | -2  |

| 13. ledna 1992 |     |       |                                                    |
| Zambie         | 1:0 | Egypt | Stade Aline Sitoe Diatta, Ziguinchor diváci: 5 000 |
| Kalusha 61'    |     |       | Stade Aline Sitoe Diatta, Ziguinchor diváci: 5 000 |

| 15. ledna 1992 |     |        |                                                    |
| Ghana          | 1:0 | Zambie | Stade Aline Sitoe Diatta, Ziguinchor diváci: 5 000 |
| Abédi Pelé 64' |     |        | Stade Aline Sitoe Diatta, Ziguinchor diváci: 5 000 |

| 17. ledna 1992 |     |       |                                                    |
| Ghana          | 1:0 | Egypt | Stade Aline Sitoe Diatta, Ziguinchor diváci: 5 000 |
| Yeboah 89'     |     |       | Stade Aline Sitoe Diatta, Ziguinchor diváci: 5 000 |

## Play off

### Čtvrtfinále
| 19. ledna 1992 |     |      |                                             |
| Nigérie        | 1:0 | Zair | Stade Leopold Senghor, Dakar diváci: 30 000 |
| Yekini 22'     |     |      | Stade Leopold Senghor, Dakar diváci: 30 000 |

| 19. ledna 1992 |     |         |                                             |
| Kamerun        | 1:0 | Senegal | Stade Leopold Senghor, Dakar diváci: 45 000 |
| Ebongue 89'    |     |         | Stade Leopold Senghor, Dakar diváci: 45 000 |

| 20. ledna 1992    |     |        |                                            |
| Pobřeží slonoviny | 1:0 | Zambie | Stade Leopold Senghor, Dakar diváci: 6 000 |
| Sié 90'           |     |        | Stade Leopold Senghor, Dakar diváci: 6 000 |

| 20. ledna 1992            |     |                   |                                            |
| Ghana                     | 2:1 | Konžská republika | Stade Leopold Senghor, Dakar diváci: 7 000 |
| Yeboah 29' Abédi Pelé 57' |     | Tchibota 52'      | Stade Leopold Senghor, Dakar diváci: 7 000 |

### Semifinále
| 23. ledna 1992                   |     |             |                                             |
| Ghana                            | 2:1 | Nigérie     | Stade Leopold Senghor, Dakar diváci: 25 000 |
| Abedi Pelé 43' Prince Polley 54' |     | Adepoju 11' | Stade Leopold Senghor, Dakar diváci: 25 000 |

| 23. ledna 1992 |              |                   |                                             |
| Kamerun        | 0:0 (prodl.) | Pobřeží slonoviny | Stade Leopold Senghor, Dakar diváci: 30 000 |
|                |              |                   | Stade Leopold Senghor, Dakar diváci: 30 000 |

|                                  |     | Penaltový rozstřel              |  |
| Makanaky Ebwelle Oman-Biyik Bell | 1:3 | Sekana M. Traoré Yago A. Traoré |  |

### O 3. místo
| 25. ledna 1992      |     |             |                              |
| Nigérie             | 2:1 | Kamerun     | Stade Leopold Senghor, Dakar |
| Ekpo 75' Yekini 88' |     | Maboang 85' | Stade Leopold Senghor, Dakar |

### Finále
| 26. ledna 1992    |              |       |                                             |
| Pobřeží slonoviny | 0:0 (prodl.) | Ghana | Stade Leopold Senghor, Dakar diváci: 60 000 |
|                   |              |       | Stade Leopold Senghor, Dakar diváci: 60 000 |

|                                                                                  |       | Penaltový rozstřel                                                              |  |
| Aka Hobou Sekana M. Traoré Tiéhi Gadji-Celi Kouadio Abouo Maguy Sie Gouamené Aka | 11:10 | Baffoe Lamptey Naawu Asare Yeboah Mensah Armah Abroah Ampeah Opoku Ansah Baffoe |  |